# متفطرة جدارية
متفطرة جدارية (الاسم العلمي: Mycobacterium murale) هي نوع من البكتيريا يتبع جنس المتفطرة من فصيلة المتفطرات.